# اولايفوود
اولايفوود هي الكناية والعلامات الرسمية لجهود قبرص للنضوج إلى وجهة إنتاج أفلام عالية القيمة.    هذا المصطلح هو مدخل أولايف بمعنى «الزيتون» و «هوليوود». ترتبط الاستراتيجية في الغالب بصناعة الأفلام لسينما الولايات المتحدة وسينما أوروبا.     